# Soberanía parlamentaria en el Reino Unido
La soberanía parlamentaria en el Reino Unido es un concepto central para el funcionamiento de la constitución del Reino Unido, pero que tampoco está completamente definido y ha sido debatido durante mucho tiempo. Desde la subordinación de la monarquía al parlamento y los métodos cada vez más democráticos de gobierno parlamentario, ha surgido la cuestión de si el parlamento tiene la capacidad suprema de legislar y si debería o no.
La soberanía parlamentaria es una descripción de hasta qué punto el Parlamento del Reino Unido tiene poder absoluto e ilimitado. Se enmarca en términos del alcance de la autoridad que tiene el parlamento y si hay algún tipo de ley que no pueda aprobar. En otros países, una constitución escrita a menudo obliga al parlamento a actuar de cierta manera, pero no existe una constitución codificada en el Reino Unido.  En el Reino Unido, el parlamento es fundamental para las instituciones estatales.
El punto de vista tradicional presentado por AV Dicey es que el parlamento tenía el poder de hacer cualquier ley, excepto cualquier ley que obligara a sus sucesores. Sin embargo, formalmente hablando, el estado actual que es el Reino Unido es descendiente del Tratado de Unión internacional entre Inglaterra y Escocia en 1706/7 que condujo a la creación del «Reino Unido de Gran Bretaña». Está claro que los términos de ese Tratado establecían que algunas de sus disposiciones no podían modificarse, por ejemplo, la existencia separada del sistema legal escocés, y formalmente, estas restricciones son una limitación continua a la soberanía del Parlamento del Reino Unido. Esto también ha sido reconsiderado por teóricos constitucionales, incluidos Sir William Wade y Trevor Allan, a la luz de la Ley de Comunidades Europeas de 1972 y otras disposiciones relacionadas con la pertenencia a la Unión Europea, y la posición de la Ley de Derechos Humanos de 1998 y cualquier intento de hacer esto u otra legislación arraigada.  Estas cuestiones siguen siendo controvertidas, aunque el Reino Unido ha dejado de ser miembro de la UE.
Los términos «soberanía parlamentaria» y «supremacía parlamentaria» se utilizan a menudo indistintamente. El término «soberanía» implica una similitud con la cuestión de la soberanía nacional. Si bien el escritor John Austin y otros han buscado combinar la soberanía parlamentaria y nacional, este punto de vista no es universal. Cualquiera que sea el término que se utilice, se relaciona con la existencia o no de límites al poder del parlamento en su función legislativa.  Aunque el dominio de la Cámara de los Comunes dentro de las Cámaras del Parlamento está bien atestiguado, la «soberanía parlamentaria» se refiere a su poder conjunto. Casi toda la legislación se aprueba con el apoyo de la Cámara de los Lores .

## Historia
El Estatuto de Proclamaciones de 1539 otorgó al Rey amplios poderes para legislar sin referencia o aprobación del Parlamento. Al mismo tiempo, reconoció el derecho consuetudinario, las disposiciones legales vigentes y excluyó de la pena de muerte el incumplimiento de las proclamas reales. Fue derogado en 1547, pero tanto la reina María como la reina Isabel se basaron en proclamaciones reales. Una revisión del presidente del Tribunal Supremo Edward Coke en 1610, el Caso de Proclamaciones, estableció que el Parlamento tenía el derecho exclusivo de legislar, pero la Corona podía hacerlo cumplir.  El concepto de soberanía parlamentaria fue fundamental para la guerra civil inglesa: los realistas argumentaron que el poder estaba en manos del rey y se delegaba en el Parlamento, una opinión que fue cuestionada por los parlamentarios.  El tema de los impuestos fue una lucha de poder significativa entre el Parlamento y el Rey durante el período Estuardo. Si el Parlamento tuviera la capacidad de retener fondos al monarca, entonces podría prevalecer. Los impuestos directos habían sido un asunto del Parlamento desde el reinado de Eduardo I, pero los impuestos indirectos seguían siendo un asunto del Rey.
Los poderes reales fueron finalmente eliminados por la Declaración de Derechos de 1689. La Declaración de Derechos también eliminó la capacidad de la Corona de prescindir (ignorar o suspender) la legislación y los estatutos. Tal derecho había culminado en la Declaración de Indulgencia de Jacobo II de 1687, que marcó el comienzo de la Revolución Gloriosa. Eso llevó al conde de Shaftesbury a declarar en 1689, «El Parlamento de Inglaterra es ese poder supremo y absoluto, que da vida y movimiento al gobierno inglés». La Ley de liquidación de 1700 eliminó el poder real sobre el poder judicial y definió el voto de ambas cámaras como el único método para destituir a un juez.

## Teoría básica
En opinión de AV Dicey, escribiendo a principios del siglo XX, el Parlamento tenía «el derecho de promulgar o derogar cualquier ley; y, además, que la ley de Inglaterra no reconoce a ninguna persona u organismo que tenga derecho a anular o anular la legislación del Parlamento». Se refiere a «Inglaterra», pero su opinión es válida para las otras naciones del Reino Unido, con detalles ligeramente diferentes. Sin embargo, esta opinión deja de lado la cuestión de las limitaciones impuestas formalmente al Parlamento cuando el Reino Unido se estableció por primera vez en 1706/7 y los Parlamentos inglés y escocés rindieron, o quizás más correctamente agruparon, su soberanía en el nuevo estado.
Hay al menos tres fuentes sugeridas para esta soberanía. El primero es la soberanía por ley del propio Parlamento. Una de las respuestas de John Salmond fue rechazar esta idea: creía que «ningún estatuto puede conferir este poder al Parlamento porque esto sería asumir y actuar sobre el mismo poder que se le ha de conferir». Una alternativa es ver la soberanía conferida mediante el uso repetido e indiscutido de la soberanía mediante la promulgación de leyes por parte del Parlamento. La segunda fuente posible son los tribunales, que al hacer cumplir todas las leyes del Parlamento sin excepción, han conferido soberanía al Parlamento.  La tercera alternativa es la compleja relación entre todas las partes del gobierno y su desarrollo histórico. Entonces se asume que esto es continuo y la base para el futuro. Sin embargo, si la soberanía se construyó con el tiempo, «congelarla» en el momento actual parece ir en contra de eso.
Un grupo de individuos no puede tener soberanía, solo la institución del Parlamento; es importante determinar qué constituye y qué no constituye una ley del Parlamento. Esto se considera un requisito de «manera y forma». En ausencia de una constitución escrita, es un asunto de derecho consuetudinario tomar esta determinación.  El tribunal no considera defectos de procedimiento del proyecto de ley si están presentes; esto se llama la doctrina del «acto inscrito».  Por ejemplo, el caso Pickin contra British Railways Board fue desestimado porque se basaba en que el proceso de orden permanente no se había cumplido.
Sin embargo, el estado de las leyes de regencia no está tan claro. En ellos, un regente que actúa durante la infancia, incapacitación o ausencia del monarca puede aprobar los proyectos de ley, pero no puede hacerlo si se relacionan con el cambio de la naturaleza de la herencia monárquica o la modificación de la Ley de religión protestante e iglesia presbiteriana de 1707, que protegió a esa iglesia en Escocia. Si un regente accedió a un proyecto de ley de este tipo, no puede considerarse una ley válida incluso si obtuvo la aprobación de ambas cámaras y el consentimiento real. 
El parlamento también puede obligar a los parlamentos sucesores en cuanto a su método de elección y sus partes constituyentes. Por ejemplo, la Ley de Reforma de 1832 alteró radicalmente la distribución de los diputados y los parlamentos posteriores estaban obligados a seguir las nuevas reglas o asegurar el acuerdo de la nueva cámara para cambiarlas. De manera similar, solo una Cámara de los Lores reconstituida podría aprobar un proyecto de ley que revirtiera los cambios de la Ley de la Cámara de los Lores de 1999 si se requiriera su consentimiento (a menos que se usaran las Leyes del Parlamento). Sin embargo, todo el sistema de gobierno podría abolirse y el próximo parlamento no estaría obligado si no se lo considerara un sucesor.

## Aplicación a Escocia
Algunos juristas han sugerido que las Actas de la Unión 1707 ponen límites a la soberanía parlamentaria y su aplicación a Escocia. Aunque ningún tribunal escocés ha cuestionado abiertamente todavía la validez de una ley del Parlamento, algunos jueces han planteado la posibilidad. Por lo tanto, en MacCormick v. Lord Advocate, Lord President ( Lord Cooper ) declaró que «el principio de la soberanía ilimitada del Parlamento es un principio distintivamente inglés que no tiene contrapartida en el derecho constitucional escocés», y que la legislación contraria a la Ley de la Unión no se consideraría necesariamente como constitucionalmente válido. Además, en Gibson v Lord Advocate, Lord Keith fue cauteloso acerca de cómo los tribunales escoceses tratarían una ley, que alteraría sustancialmente o negaría las disposiciones esenciales de la Ley de 1707, como la abolición del Tribunal de Sesión o la Iglesia de Escocia, o la sustitución de la ley inglesa por la ley escocesa.
El establecimiento del Parlamento escocés en 1998 tiene implicaciones para la supremacía parlamentaria. Por ejemplo, aunque la energía nucleoeléctrica no está dentro de su competencia, el gobierno escocés bloqueó con éxito los deseos del gobierno del Reino Unido de establecer nuevas centrales nucleares en Escocia utilizando el control sobre las aplicaciones de planificación que se transfieren. Si bien en teoría sigue siendo posible disolver el Parlamento escocés o legislar sin su consentimiento en relación con Escocia, en la práctica tal medida sería políticamente difícil.

## Desarrollo

### Leyes del Parlamento
La regla aceptada es que el proyecto de ley debe ser firmado por ambas Cámaras del Parlamento y debe recibir la aprobación real, a menos que el procedimiento de la Ley del Parlamento se haya promulgado correctamente. Las leyes del Parlamento crean un sistema para aprobar un proyecto de ley sin el consentimiento de los Lores. Sin embargo, ese sistema no se extiende a proyectos de ley privados o locales, ni a proyectos de ley que amplían la duración de un parlamento más allá de los cinco años. Sin embargo, a pesar de la concesión del Certificado de Portavoz, que certifica la validez de la ley, la validez de una ley aprobada en virtud de las Leyes del Parlamento aún puede ser impugnada en los tribunales.  En Jackson v Fiscal General, los jueces decidieron por una mayoría de siete a dos que una ley que extendiera la vida de un parlamento sería considerada inválida por los tribunales si hubiera sido aprobada bajo el procedimiento de la Ley del Parlamento.

### Unión Europea
De 1973 a 2020, el Reino Unido fue un estado miembro de la Unión Europea y su sucesor las tres Comunidades Europeas .
La Ley de las Comunidades Europeas de 1972 otorgó fuerza de ley a la legislación del párrafo 1 del artículo 2 que dice: «Todos los derechos, poderes, responsabilidades, obligaciones y restricciones que de vez en cuando se hayan creado o se deriven de los Tratados ... que no se hayan promulgado ulteriormente para que se les dé efecto legal o se utilicen en el Reino Unido serán reconocidos y estarán disponibles en la ley, y serán aplicados, permitidos y seguidos».
El caso de R contra Secretary of State for Transport ex parte Factortame se considera decisivo en cuanto a la superioridad de la legislación de la UE sobre la británica. Decidió que la Merchant Shipping Act de 1988 y el artículo 21 de la Crown Proceedings Act de 1947 (que impedía una orden judicial contra la Corona) debían no aplicarse. Junto con R contra Employment Secretary, ex parte EOC, estos dos casos establecen que cualquier legislación nacional, que haya entrado en vigor antes o después de la Ley de las Comunidades Europeas de 1972, no puede ser aplicada por los tribunales británicos si contradice la legislación comunitaria.
El caso Factortame fue considerado revolucionario por Sir William Wade, quien citó en particular la declaración de Lord Bridge de que «no hay nada de novedad en otorgar supremacía a las normas del derecho comunitario en las áreas a las que se aplican e insistir en que ... Los tribunales nacionales no deben estar prohibidos por las normas del derecho nacional de otorgar medidas provisionales en los casos apropiados no es más que un reconocimiento lógico de esa supremacía», lo que Wade caracteriza una declaración clara de que el parlamento puede vincular a sus sucesores y, por lo tanto, es una ruptura muy significativa con pensamiento tradicional. Trevor Allan, argumentó, sin embargo, que el cambio en la regla fue aceptado por la orden existente debido a fuertes razones legales. Dado que existían razones legales, la Cámara de los Lores había determinado, en cambio, lo que sugería el sistema actual en nuevas circunstancias y, por lo tanto, no se había producido ninguna revolución.
La sección 18 de la Ley de la Unión Europea de 2011 declaró que la ley de la UE es directamente aplicable solo a través de la Ley de las Comunidades Europeas u otra ley que cumpla la misma función.
El Parlamento legisló en 2018 para derogar la Ley de 1972, y en 2020 el Reino Unido dejó de ser miembro de la UE de conformidad con esa Ley y en virtud de ella (aunque modificada por una nueva legislación del Parlamento), lo que demuestra que la anterior El Parlamento (de 1972) no había obligado a su sucesor con respecto a la salida de la UE.
La Ley de la Unión Europea (Acuerdo de Retirada) de 2020 declaró además que «Se reconoce que el Parlamento del Reino Unido es soberano».

### Ley de derechos humanos
La Ley de Derechos Humanos de 1998 confirmó el compromiso del Reino Unido con el Convenio Europeo de Derechos Humanos. En un libro blanco, el gobierno expresó que «hacer una disposición en el proyecto de ley para que los tribunales deroguen las leyes del Parlamento otorgaría al poder judicial un poder general sobre las decisiones del Parlamento que, según nuestros acuerdos constitucionales actuales, no poseen, y es probable que en ocasiones lleve al poder judicial a un grave conflicto con el Parlamento». Según la teoría de que un parlamento no puede obligar a sus sucesores, no se puede consolidar ninguna forma de Declaración de Derechos, y un parlamento posterior podría derogar la ley.  En palabras del gobierno, «[Es nuestra tradición] permitir que cualquier ley del Parlamento sea enmendada o derogada por una ley posterior del Parlamento».  Sin embargo, habría sido posible aplicar las normas de derechos humanos a la legislación anterior (más que a la futura).  El gobierno también confirmó que no tenía planes de diseñar un arreglo especial [de atrincheramiento] para el proyecto de ley. 
En cambio, correspondería a los tribunales interpretar la legislación de manera compatible con la Convención, si tal interpretación fuera posible. Este sistema confirmó la autoridad formal del Parlamento, al tiempo que permitió la supervisión judicial. Un tribunal no puede derogar la legislación primaria.

### Jackson contra el Fiscal General
En Jackson contra el Fiscal General, los apelantes cuestionaron la validez de la Ley del Parlamento de 1949. Los recurrentes, representados por Sir Sydney Kentridge QC, presentaron varios argumentos. Los nueve jueces aceptaron que el tribunal tenía jurisdicción para considerar si la Ley de 1949 era válida. Buscaron distinguir el caso del de Pickin contra British Railways Board, donde la creencia inequívoca de los jueces había sido que «los tribunales de este país no tienen poder para declarar inválida la ley promulgada». Los jueces creían que mientras que Pickin había desafiado el funcionamiento interno del Parlamento, lo que un tribunal no podía hacer, Jackson cuestionó la interpretación de un estatuto.

### Citas
1. ↑  Bradley, Ewing (2007). p. 51.
2. ↑  Bradley in Jowell, Oliver (eds). p. 26.
3. ↑  Articles 17 and 18 of the Treaty of Union
4. ↑  Bradley, Ewing (2007). p. 55.
5. ↑  Bradley in Jowell, Oliver (eds). pp. 26–27.
6. ↑  Bradley, Ewing (2007). p. 52.
7. 1 2  Bradley, Ewing (2007). p. 53.
8. ↑  Bradley, Ewing (2007). pp. 53–54.
9. ↑  Bradley in Jowell, Oliver (eds). p. 28.
10. 1 2  Bradley, Ewing (2007). p. 54.
11. ↑  Bradley in Jowell, Oliver (eds). p. 29.
12. ↑  Bradley in Jowell, Oliver (eds). pp. 29–30.
13. 1 2  Bradley, Ewing (2007). p. 65.
14. ↑  Bradley, Ewing (2007). p. 66.
15. 1 2  Bradley, Ewing (2007). p. 67.
16. ↑  Bradley, Ewing (2007). pp. 63–64.
17. ↑  Bradley, Ewing (2007). p. 64.
18. ↑  Loveland, Ian (2015). Constitutional Law, Administrative Law, and Human Rights: A Critical Introduction. 2015: Oxford University Press. pp. 43-47. ISBN 9780198709039.
19. ↑  Doherty, Michael (2016). Public Law. Rutledge. pp. 198-201. ISBN 978-1317206651.
20. ↑  Barnett, Hilaire (2014). Constitutional & Administrative Law. Rutledge. pp. 119-123. ISBN 978-1317446224.
21. ↑  «The legislative sovereignty of the Westminster Parliament». Archivado desde el original el 23 de noviembre de 2018. Consultado el 14 de enero de 2017.
22. ↑  Johnson, Simon (16 de abril de 2009). «Cross-border row rages over SNP blocking new nuclear power stations». London. Consultado el 8 de septiembre de 2010.
23. ↑  Bradley, Ewing (2007). p. 67.
24. ↑  Le Sueur et al. (2010). p. 592.
25. ↑  Bradley, Ewing (2007). p. 71.
26. ↑  «European Communities Act 1972: Section 2». legislation.gov.uk. Consultado el 1 de noviembre de 2011.
27. ↑  Bradley, Ewing (2007). p. 72.
28. ↑  H.W.R. Wade (1996). «Sovereignty - revolution or evolution?». Law Quarterly Review (112): 568.
29. ↑  T.R.S. Allan (1997). «Parliamentary sovereignty: law, politics, and revolution». Law Quarterly Review (113): 433.
30. ↑  «European Union Act 2011: Section 18». legislation.gov.uk. Consultado el 1 de noviembre de 2011.
31. ↑  European Union (Withdrawal) Act 2018 section 1
32. ↑  European Union (Withdrawal Agreement) Act 2020 section 38
33. ↑  Bradley, Ewing (2007). p. 72.
34. ↑  «Chapter 2 - The Government's Proposals for Enforcing the Convention Rights». Rights Brought Home. Her Majesty's Stationery Office. 24 de octubre de 2007. Consultado el 1 de noviembre de 2011.
35. ↑  Bradley, Ewing (2007). p. 73.
36. ↑  Le Sueur et al. (2010). p. 592.
37. ↑  «Judgements - Jackson and others (appellants) v. Her Majesty's Attorney General (Respondent)». parliament.co.uk. House of Lords. 13 de octubre de 2005. Consultado el 1 de noviembre de 2011.